# زامیادیشت
زامیاد یشت نامِ یکی از یشت‌های اوستا کتابِ دینیِ مزدیسنا است.

## نام‌گذاری
زامیاد یشت در میانِ مزدیسنان و پژوهندگان به کیان یشت و خوَرِنَ یشت هم شُهره است. برخی پژوهندگان نیز به‌دلیلِ این‌که زامیاد یشت، نوزدهمین یشتِ اوستاست به آن یشتِ نوزدهم هم می‌گویند.

## مندرجاتِ زامیاد یشت
زامیاد یشت شاملِ پانزده کَرده (بخش) و نود و هفت بند است.
- در بندهای یک تا هشتِ آن از کوه‌ها سخن رفته و نامِ آن‌ها برده شده‌است.
- بندهای نه تا بیست و چهار از فرّ اهورا مزدا و امشاسپندان و ایزدان یاد شده‌است.[۱]
- بندهای بیست و پنج و بیست و شش از فرّ هوشنگِ پیشدادی یاد شده‌است.[۱]
- بندهای بیست و هفت تا بیست و نه از فرّ تهمورث یاد شده‌است.[۱]
- بندهای سی تا چهل و چهار از فرّ جمشید یاد شده‌است.[۱]
- در بندِ شصت و شش از کردهٔ نهم، به زرتشت اشاره می‌شود و گفته می‌شود که زرتشت از آن‌جایی که رودِ هلمند، دریاچه کیانسه را تشکیل می‌دهد برخاست.

در آغازِ هر کرده (به‌جز کردهٔ هفتم و نهم) بندِ زیر خوانده شده و تکرار می‌شود:
فرِّ کیانیِ نیرومندِ مزدا آفریده را ما می‌ستاییم. آن فَرّ بسیار ستودهٔ زبردست، پرهیزکار، کارگر، چُست را که برتر از سایرِ آفریدگان است.
در کردهٔ هفتم و نهم تفاوتی میانِ بندهای آغازینِ این کرده‌ها با دیگر بخش‌ها وجود دارد و به‌شکلِ زیر خوانده می‌شود:
فرِّ کیانیِ نیرومندِ مزدا آفریده به‌دست نیامدنی را ما می‌ستائیم. آن فَرّ بسیار ستودهٔ زبردست، پرهیزکار، کارگر، چُست را که برتر از سایرِ آفریدگان است.

## ذکر نام مکان‌های سیستان در زامیادیشت
زامیادیشت از زمرهٔ یشت‌های بزرگ قدیمی است که در جای جای آن زبان شاعرانه و حماسی ملاحظه می‌شود گرچه در متن آن تصحیفاتی بسیار راه یافته‌است و گاه دریافت متن را دشوار کرده‌است. این یشت با سیستان ارتباط بسیار دارد. ذکر قهرمانی‌های گرشاسب به تفصیل، برشمردن رودها و دریاچه‌ها و کوه‌های این ناحیه و ظهور سوشیانس از آنجا دال بر صحت این نظر است. احتمالاً تدوین نهایی این یشت در سیستان بوده‌است.
بند ۹۲ زامیادیشت:
«در هنگامی که استوت ارت (آخرین موعود مزدیسنا) پیک اهورامزدا، پسر ویسپ تئوروئیری از آب کیانسه به‌در آید، گرز پیروزمند آزنده، گرزی که فریدون دلیر داشت، در هنگامی که ضحاک (اژدی دهاک) کشته شد.»